# Niccolò de Eno
Niccolò Gattilusio (fallecido en 1409) fue el primer miembro de la familia Gattilusio en gobernar la ciudad de Eno (actual Enez en Turquía).
La familia Gattilusio provenía de la República de Génova. Los padres de Niccolo y su hermano Francesco son desconocidos, aunque basándose en la evidencia heráldica de sus inscripciones, Anthony Luttrell que su madre era miembro de la familia Doria. Acompañó a su hermano en sus aventuras. Como el primero fue recompensado por el emperador bizantino Juan V Paleólogo con la isla de Lesbos, Niccolò recibió la ciudad costera de Eno en algún momento entre 1376 y 1379. De 1384 a 1387 se desempeñó como regente de su sobrino, Francesco II Gattilusio, hasta que los dos tuvieron una discusión. Cuando su sobrino murió en un accidente inusual, Niccolò sirvió una vez más como regente, esta vez para el hijo de su sobrino, Jacopo.
Se sabe que tuvo una hija llamada Marietta, aunque el nombre de su madre no se conoce; ella murió antes que su esposo. Niccolò fue sucedido por su sobrino nieto, Palamedes, como gobernante de Eno.